# حكومة كيزينغر
أدت حكومة كيزينغر بقيادة المستشار كورت غيورغ كيزينغر اليمين في 1 كانون الأول 1966 وأرست مهامها في 20 تشرين الأول 1969. كلفت بمزاولة العمل كحكومة تصريف أعمال حتى 22 تشرين الأول 1966، لتشكل بعدها حكومة براندت الأولى.
كانت هذه الحكومة أول حكومة مشكلة من ائتلاف موسع من الأحزاب الكبرى، وهو ائتلاف بين حزب الاتحاد الديمقراطي المسيحي/الاتحاد المسيحي المسيحي (بقيادة كورت غيورغ كيزينغر، الذي أصبح المستشار) والحزب الديمقراطي الاجتماعي (برئاسة فيلي براندت، الذي أصبح نائب المستشار). تشكيل البوندستاغ يعود لانتخابات أيلول 1965 التي نتج عنها حكومة إيرهارد الثانية في البداية، ولكن عندما استقال نواب الحزب الديمقراطي من الحكومة أدى ذلك إلى تشكيل هذه الحكومة الجديدة.

## وصلات خارجية
- مجلس الوزراء الألماني  (بالإنجليزية)
- الوزارات الاتحادية في ألمانيا (بالإنجليزية)